# Președintele Consiliului European
Președintele Consiliului European este președintele permanent, ales de către membrii Consiliului European, pentru un mandat de doi ani și jumătate, care poate fi reînnoit o singură dată. Această nouă funcție a fost introdusă pentru a oferi coerență și continuitate sporite în activitatea Uniunii Europene. Consiliul European își alege președintele cu majoritate calificată. Din 1 decembrie 2024 António Costa deține funcția de președinte al Consiliului European.
Tratatul de la Lisabona a intrat în vigoare pe data de 1 decembrie 2009, astfel Consiliul European a devenit în mod oficial o instituție cu drepturi depline; până atunci avusese un caracter informal.
Președintele Consiliului European prezidează și impulsionează lucrările Consiliului European, asigură pregătirea și continuitatea lucrărilor Consiliului European, în cooperare cu președintele  Comisiei și pe baza lucrărilor Consiliului Afaceri Generale, acționează pentru facilitarea coeziunii și a consensului în cadrul Consiliului European, prezintă  Parlamentului European un raport după fiecare reuniune a Consiliului European.
Președintele Consiliului European asigură, la nivelul său și în această calitate, reprezentarea externă a Uniunii în probleme referitoare la politica externă și de securitate comună, fără a aduce atingere atribuțiilor  Înaltului Reprezentant al Uniunii pentru afaceri externe și politică de securitate. Președintele Consiliului European nu poate exercita un mandat național.
Consiliul European se reunește de obicei la Bruxelles, în clădirea Justus Lipsius. Este asistat de Secretariatul General al Consiliului.
Consiliul European este compus din șefii de stat sau de guvern ai statelor membre, precum și din președintele său și președintele  Comisiei.

## Președinți
- Herman Van Rompuy 2009 – 2014
- Donald Tusk 2014 – 2019
- Charles Michel 2019 – 2024
- António Costa din 2024